# Вурнарський район
Вурна́рський район (рос. Вурнарский район, чув. Вăрнар районĕ) — муніципальне утворення в Чувашії (Росія).
Адміністративний центр — селище міського типу Вурнари.

## Географія
Район розташований у центральній частині Чуваської Республіки. Протяжність у широтному і меридіональний напрямках становить майже 35 км. Межує на півночі з Аліковським і Красноармійським, на сході з Канаським, на півдні з Ібресинським, на заході з Шумерлинським районами.

## Населення
Населення району становить 31105 осіб (2019, 35850 у 2010, 41417 у 2002).

## Адміністративно-територіальний поділ
На території району 1 міське та 18 сільських поселень:
| Поселення                           | Площа, км² | Населення, осіб (2002) | Населення, осіб (2010) | Населення, осіб (2019) | Центр          | Населені пункти |
| ----------------------------------- | ---------- | ---------------------- | ---------------------- | ---------------------- | -------------- | --------------- |
| Вурнарське міське поселення         | 78,32      | 10929                  | 10086                  | 9989                   | Вурнари        | 1               |
| Азімсірминське сільське поселення   | 45,86      | 2066                   | 1845                   | 1552                   | Азім-Сірма     | 11              |
| Алгазінське сільське поселення      | 40,94      | 1728                   | 1519                   | 1263                   | Алгазіно       | 6               |
| Апнерське сільське поселення        | 31,79      | 1948                   | 1708                   | 1528                   | Апнери         | 4               |
| Буртасинське сільське поселення     | 156,60     | 1701                   | 1469                   | 1240                   | Буртаси        | 6               |
| Великоторханське сільське поселення | 39,00      | 1439                   | 1104                   | 857                    | Великі Торхани | 8               |
| Великояуське сільське поселення     | 32,85      | 1291                   | 1049                   | 788                    | Великі Яуші    | 4               |
| Вурманкасинське сільське поселення  | 44,39      | 1500                   | 1246                   | 1085                   | Вурманкаси     | 3               |
| Єрмошкінське сільське поселення     | 51,03      | 1856                   | 1422                   | 1107                   | Єрмошкіно      | 8               |
| Єршипосинське сільське поселення    | 123,06     | 1973                   | 1708                   | 1489                   | Єршипосі       | 6               |
| Калінінське сільське поселення      | 52,55      | 3627                   | 3140                   | 2671                   | Калініно       | 8               |
| Кольцовське сільське поселення      | 48,02      | 1067                   | 848                    | 634                    | Кольцовка      | 5               |
| Малояуське сільське поселення       | 56,86      | 1914                   | 1733                   | 1289                   | Малі Яуші      | 8               |
| Ойкас-Кібецьке сільське поселення   | 41,85      | 1510                   | 1171                   | 870                    | Ойкас-Кібеки   | 6               |
| Санарпосинське сільське поселення   | 21,38      | 1115                   | 966                    | 826                    | Санарпосі      | 2               |
| Сявалкасинське сільське поселення   | 26,22      | 874                    | 786                    | 618                    | Сявалкаси      | 4               |
| Хірпосинське сільське поселення     | 46,22      | 1677                   | 1344                   | 1109                   | Хірпосі        | 5               |
| Шинерське сільське поселення        | 44,72      | 1258                   | 1150                   | 969                    | Шинери         | 4               |
| Янгорчинське сільське поселення     | 30,93      | 1944                   | 1556                   | 1221                   | Янгорчино      | 3               |

## Найбільші населені пункти
Населені пункти з чисельністю населення понад 1000 осіб:
| № | Населений пункт | Населення, осіб (2002) | Населення, осіб (2010) |
| - | --------------- | ---------------------- | ---------------------- |
| 1 | Вурнари         | 10 929                 | 10 086                 |
| 2 | Калініно        | 1 493                  | 1 343                  |
| 3 | Буртаси         | 1 221                  | 1 101                  |

## Господарство
Вурнарський район — аграрно-промисловий. У ньому діє близько двох десятків промислових підприємств, половина яких розміщена в районному центрі. Найбільші підприємства — хімічний завод, маслозавод і м'ясокомбінат. У селищі та інших населених пунктах здійснюється ремонт сільгосптехніки і машин, а також переробляється сільськогосподарська продукція.
Територією району проходять залізниця, що сполучає міста Москву (628 км), Казань (166 км), Чебоксари (145 км), а також автомагістраль республіканського значення.